# Atypophthalmus (Atypophthalmus) seychellanus
Atypophthalmus (Atypophthalmus) seychellanus is een tweevleugelige uit de familie steltmuggen (Limoniidae). De soort komt voor in het Afrotropisch gebied.